# Oluchi Okorie
Oluchi Mercy Okorie (Lagos, 28 agosto 1981) è un'ex cestista nigeriana.

## Carriera
Con la Nigeria ha disputato i Campionati mondiali del 2006 e due edizioni dei Campionati africani (2005, 2007).